# 字号 (印刷)
号是印刷所使用的长度单位，用于表示字型的大小。在現代電子排版引入前，中國及部分東亞國家普遍使用活字印刷漢字。字體的大小以活字的号数称呼。字號越小，字體越大。

## 起源
汉字印刷术发明之后，大小尺寸一直没有统一规格。1858年美国传教士姜别利在上海的美华书馆主持印刷工作，他根据美国当时活字的大小指定了汉字大小的标准并编号，定下七种不同规格：
| 号数 | 中文名 | 英文名            | 点数换算 |
| ---- | ------ | ----------------- | -------- |
| 一号 | 显字   | Double pica       | 28p      |
| 二号 | 明字   | Small double pica | 21p      |
| 三号 | 中字   | Two-line brevier  | 16p      |
| 四号 | 行字   | English           | 14p      |
| 五号 | 解字   | Small Pica        | 10.5p    |
| 六号 | 注字   | Brevier           | 8p       |
| 七号 | 珍字   | Small Ruby        | 5.25p    |

之后还增加大尺寸的「初号」（五号的四倍），并结合西文的排字单位點 (印刷)，新增加了与「英美点」制对应的系列，这系列的名字带有「新」或者「小」。
| 号数   | 点数换算 |
| ------ | -------- |
| 初号   | 42p      |
| 小初号 | 36p      |
| 小二号 | 18p      |
| 小四号 | 12p      |
| 小五号 | 9p       |
| 小六号 | 7p       |

号数制最大的缺点是不同字号之间没有线型倍数关系，只能说一号字比二号字大，二号字比三号字大，但是一号字并不等于二号字的两倍。号数字可以分为下属几个系列，系列之间有倍数关系：
- 四号系列：一号、四号、小六号（28-14-7 或 27.5-13.75-6.875）
- 五号系列：初号、二号、五号、七号（42-21-10.5-5.25）
- 六号系列：三号、六号、八号（16-8-4）
- 小五号系列：小初、小二、小五

号数制对中国字体排印的影响深远，并影响到了朝鲜半岛和日本。中国印刷业界长期以来使用以号数为主、点数为辅的混合制。提到「活字大小」一般称「字号」；对活字尺寸大小表述时，使用「正文排版字号用五号」的说法。比如中国国标GB/T 9704-2012《党政机关公文格式》「5.2.2 字体和字号」即规定「公文格式各要素一般用 3 号仿宋体字」。微软Word软件中文版的字号下拉菜单里，也是先出现汉字「号数」，后排列阿拉伯数字的「点数」。
由于传统铅字大小的情况各个厂家不尽相同，因此各家的「号数」的实际大小并不一致，因此换算出的点数也不尽相同，需要特别注意。

## 相关单位
活字大小有号数（字号）、级数（字级）、点数制（點 (印刷)）。
在金属活字之后的照相排版系统，采用字级单位(Q，在中国也可用 K)，因此有人将12点的字称为“12级字”，但这其实是不正确的。根据定义，1 Q = 0.25 mm 是精确值，而不像上述各种点在换算成公制单位是需要缩约。

## 相关换算
现代的中文排版一般采用点制和号数制混合使用。比如，中华人民共和国国家标准 GB/T 9704—2012《党政机关公文格式》就有「如无特别说明，公文格式各要素一般用3号仿宋体字。特定情况可以做适当调整。」这样的表述。
在现代電腦排版系統中常用的一种换算參考下表。
在Microsoft Word简体中文版中，字体下拉菜单里优先显示「号数」，之后才是「点数」。而且，由于 Word 处于技术原因，存在「字号必须是 0.5 pt 的倍数」这样的制约，因此 Word 无法将七号字忠实再现为 5.25pt 而只能定为 5.5 pt，这样的换算与「方正飞腾」等其他排版系统中的「号」大小不尽相同。
| 印刷字号 | 中国点数 | Word 点数 | 日本点数 | 毫米数 |
| -------- | -------- | --------- | -------- | ------ |
| 八号     | 4.5      | 5         | 4        | 1.581  |
| 七号     | 5.25     | 5.5       | 5.25     | 1.845  |
| 小六     | 6.875    | 6.5       | -        | 2.29   |
| 六号     | 8/7.875  | 7.5       | 8        | 2.65   |
| 小五     | 9        | 9         | -        | 3.18   |
| 五号     | 10.5     | 10.5      | 10.5     | 3.70   |
| 小四     | 12       | 12        | -        | 4.23   |
| 四号     | 14/13.75 | 14        | 13.75    | 4.94   |
| 小三     | 15       | 15        | -        | 5.29   |
| 三号     | 16/15.75 | 16        | 16       | 5.64   |
| 小二     | 18       | 18        | -        | 6.35   |
| 二号     | 21       | 22        | 21       | 7.76   |
| 小一     | 24       | 24        | -        | 8.47   |
| 一号     | 27.5/28  | 26        | 27.5     | 9.17   |
| 小初     | 36       | 36        | -        | 12.70  |
| 初号     | 42       | 42        | 45       | 14.82  |
| 特号     | 54       |           | -        | 18.979 |
| 大特号   | 63       |           | -        | 22.142 |
| 特大号   | 72       |           | -        | 25.305 |